# Кран-Узловський машинобудівний завод
Кран-Узловський машинобудівний завод, ВАТ – підприємство гірничого машинобудування в Росії. Поставляє комплекси очисні для підземного видобутку вугілля на пластах потужністю 1,0 - 5,3 м, мостові і козлові крані, стрічкові конвеєри. 
Адреса: 301602 м. Узлова, Тульської області, вул. Заводська, 1, Росія. E-mail: kran-umztula.net